# Мумия, или Рамзес Проклятый
«Му́мия, или Рамзе́с Про́клятый» (англ. The Mummy, or Ramses the Damned) — роман американской писательницы Энн Райс (1989). Действие разворачивается в Лондоне начала XX века. Происходит столкновение характеров между семьёй британского археолога и воскресшей мумией. Хотя роман и заканчивается неоднозначно, до сих пор не было издано никакого продолжения.

## Сюжет
Английский археолог находит мумию и предполагает, что это тело Рамсеса II. История вращается вокруг фараона, который становится бессмертным после того, как пьёт эликсир жизни и превращается в Рамсея Проклятого (как он сам себя величает), потому как он вынужден странствовать по земле, удовлетворяя свои желания (которые, однако, никогда не будут удовлетворены), такие как голод, жажда, желание и т. д. Мумия воскресает в Лондоне и возвращается в Каир под личиной учёного Рамсея, египтолога. Он стремится к воссоединению с возлюбленной Клеопатрой, ради которой он и погрузился в длительный сон. Его страстное желание королевы Египта приводит к тому, что он опустошает сердца людей, которые его окружают.